# دة كبودتشواري (مقاطعة دلفان)
دة كبودتشواري (بالفارسية: ده کبودچواری) هي قرية تقع في قسم نورعلي الريفي بمقاطعة دلفان في إيران. يقدر عدد سكانها بـ 750 نسمة بحسب إحصاء 2016.